# 图布升吉尔格勒

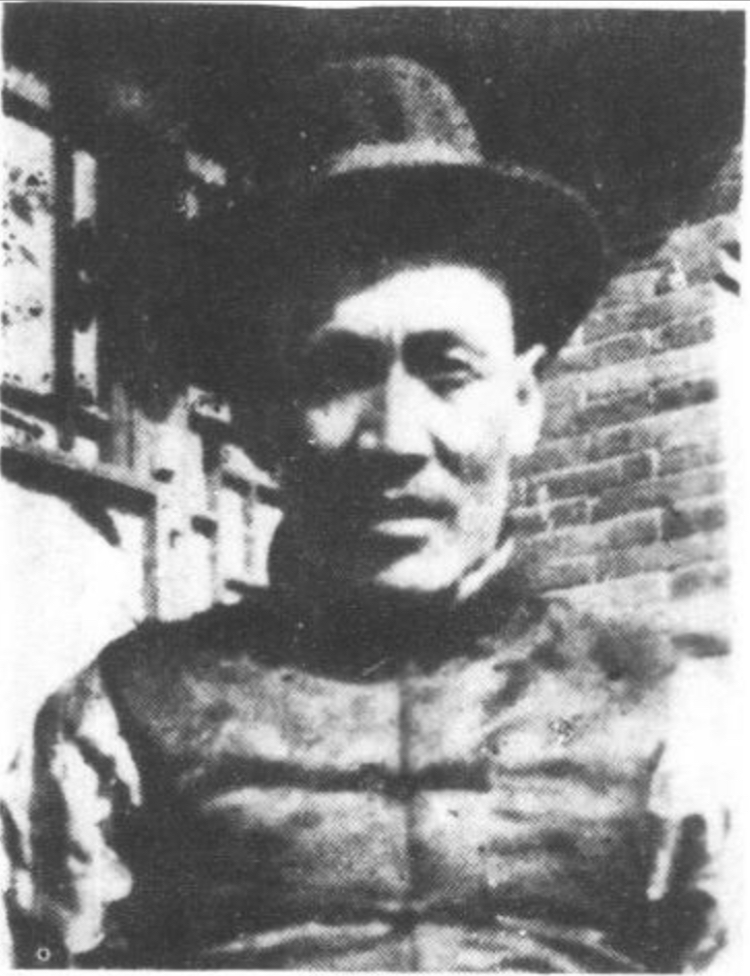
圖布升吉爾格勒

图布升吉尔格勒（1888年—1949年），字福亭，蒙古族，伊克昭盟鄂尔多斯左翼中旗人，左翼中旗札萨克多罗郡王特古斯阿勒坦呼雅克图之长子。中华民国时期承襲札萨克和硕亲王。

## 生平
1904年（清光绪三十年），图布升吉尔格勒娶鄂尔多斯左翼中旗伟莫特氏护卫德勒格尔之女巴彦齐齐克为妻。
1915年（民国四年）8月14日，暂署鄂尔多斯左翼中旗扎萨克印务。
1916年（民国五年）6月18日，他袭任鄂尔多斯左翼中旗扎萨克和硕亲王。
1937年，日军策划攻占成吉思汗陵，图布升吉尔格勒（时任伊克昭盟副盟长、和硕亲王）致函伊克昭盟盟长召集各旗王公开会，反对迁陵，保全了成吉思汗陵。他的行动给当时10岁的孙子奇忠义留下深刻印象。
1943年7月3日代理绥境蒙政会委员长兼伊克昭盟盟长兼伊克昭盟保安长官。1943年11月11日免职，改任伊克昭盟副盟长。
1945年，图布升吉尔格勒复升任伊克昭盟盟长兼鄂尔多斯济农。1949年，图布升吉尔格勒逝世。

## 家庭
- 父：特古斯阿勒坦呼雅克圖（？-1918年）
- 子：巴图吉雅（？－1945年）
- 孙：奇忠义[1]